# Zafer Özgültekın
Zafer Özgültekın (Kangal, 1975. március 10. –), török válogatott labdarúgókapus.
A török válogatott tagjaként részt vett a 2002-es világbajnokságon.

## Sikerei, díjai
Törökország
- Világbajnoki bronzérmes (1): 2002